# Felix Eugen Fritsch
Felix Eugen Fritsch (Hampstead, Engeland, 26 april 1879 - 21 mei 1954) was een Britse fycoloog. In 1950 kreeg hij de Darwin Medal van de Royal Society of London, waar hij lid van was als Fellow of the Royal Society (FRS).
Fritsch dankt internationale erkenning aan zijn boekwerk The Structure and Reproduction of the Algae. De twee delen van dit boek verschenen in 1935 en 1937. Verder werkte hij mee aan de herziene versie van A Treatise of the British Freshwater Algae.(oorpronkelijk uit 1927). Ook schreef Fritsch veel recensies van ecologische, taxonomische, classificerende, morfologische, op evolutie gerichte en fycologische publicaties.

## Academisch leven
Fritsch' academische loopbaan begon op de Universiteit van München. Daar haalde hij in 1899 zijn PhD. Aan het University College London vervolgde hij zijn onderzoek. Ook was hij werkzaam in de Kew Gardens, een botanische tuin, waar hij van 1902 tot 1911 les gaf. Vervolgens ging hij naar wat tegenwoordig het 'Queen Mary College' van de University of London is. Hij begon daar een nieuwe botanie-afdeling en was er hoogleraar van 1924 tot en met 1948, toen hij met emeritaat ging.
Dat Fritsch oorspronkelijk in de botanie terechtkwam, was een keuze van zijn vader. Die dacht dat het buitenleven zijn zoon goed zou doen, toen die al jong astma bleek te hebben.
Fritsch was een groot liefhebber van muziek. Zelf speelde hij viool. Samen met zijn vrouw organiseerde hij muziekweekendjes, waarop onder meer de astronoom Gustav Holtz soms verscheen.
In 1954 werd Fritsch door de Linnean Society of London onderscheiden met de Linnean Medal.
- Bibsys: 2135557
- Author citation (botany): F.E.Fritsch
- CiNii: DA08201968
- Gemeinsame Normdatei: 116821272
- International Standard Name Identifier: 0000 0000 8376 9341
- Library of Congress Control Number: nb2009010739
- Nationale bibliotheek van Australië: 36066602
- Nationale Bibliotheek van Israël: 987007302599405171
- Nederlandse Thesaurus van Auteursnamen: 11879874X
- Réseau des bibliothèques de Suisse occidentale: 02-A003265971
- SNAC: w6pm5n4s
- Système universitaire de documentation: 100943667
- Trove: 1205723
- Virtual International Authority File: 42598866
- WorldCat: E39PBJhhrCjqyjqh4BFbwy9v73